# ProLiga
ProLiga – cykl najważniejszych imprez kolarskich w Polsce. Został stworzony w 2005 roku na wzór światowego cyklu wyścigów kolarskich UCI ProTour (obecnie UCI World Tour) przez Stowarzyszenie Sympatyków Zawodowych Grup Kolarskich.
W zmaganiach w ramach ProLigi udział biorą drużyny zarejestrowane w Polsce przez UCI jako zawodowe (UCI Professional Continental Teams oraz UCI Continental Teams) oraz wszyscy polscy zawodnicy, których zespoły startują w wyścigach cyklu.
Do klasyfikacji Proligi zaliczane są wyścigi uwzględnione w kalendarzu UCI (jednodniowe oraz etapowe), które uzyskują prawo do nazwy wyścig Proligi w tym mistrzostwa Polski elity w jeździe indywidualnej na czas oraz ze startu wspólnego. Organizator cyklu ma prawo dodać na prawach specjalnych (tak zwane „dzikie karty”) wyścigi niemające statusu UCI, ale będące ważnymi pod względem sportowym dla rozwoju polskiego kolarstwa lub z uwagi na ich istotną rolę w polskim kolarstwie. Do cyklu nie należy wyścig Tour de Pologne, który zaliczany jest do najwyższej kategorii wyścigów na świecie - UCI World Tour.
Zawodnik mający po każdym z wyścigów na koncie najwięcej punktów zgromadzonych w dotychczasowych startach zostaje liderem ProLigi i otrzymuje żółtą koszulkę lidera. Po ostatnim wyścigu zawodnik, który zgromadzi największą liczbę punktów zostaje zwycięzca klasyfikacji indywidualnej ProLigi. W przypadku równej liczby punktów decyduje większa liczba zwycięstw.
W klasyfikacji indywidualnej uwzględniani są wszyscy kolarze, którzy zdobyli punkty w którymkolwiek z wyścigów zaliczanych do cyklu ProLigi.
Po ostatnim rozegranym wyścigu ujętym w kalendarzu ProLigi odbywa się ceremonia podsumowująca cały sezon, podczas której trzech najlepszych polskich kolarzy szosowych rankingu otrzymuje nagrody finansowe (w sezonie 2013: zwycięzca cyklu otrzymał 15 tys. zł, drugi zawodnik - 10 tys. zł, a trzeci - 5 tys. zł).

## Oficjalne nazwy cyklu
- 2005 - Kolarska ProLiga Polsat Sport
- 2006 - 2010 - ProLiga Arkus&Romet
- 2011 - 2013 - BGŻ ProLiga
- 2014 - ProLiga
- 2015 - 2016 cykl nie organizowany
- 2017 - ProLiga

## Punktacja ProLigi
| Wyścig                                                | Wyścig                                                | miejsce / punkty | miejsce / punkty | miejsce / punkty | miejsce / punkty | miejsce / punkty | miejsce / punkty | miejsce / punkty | miejsce / punkty | miejsce / punkty | miejsce / punkty | miejsce / punkty | miejsce / punkty | miejsce / punkty | miejsce / punkty | miejsce / punkty | miejsce / punkty | miejsce / punkty | miejsce / punkty | miejsce / punkty | miejsce / punkty |
| Wyścig                                                | Wyścig                                                | 1                | 2                | 3                | 4                | 5                | 6                | 7                | 8                | 9                | 10               | 11               | 12               | 13               | 14               | 15               | 16               | 17               | 18               | 19               | 20               |
| ----------------------------------------------------- | ----------------------------------------------------- | ---------------- | ---------------- | ---------------- | ---------------- | ---------------- | ---------------- | ---------------- | ---------------- | ---------------- | ---------------- | ---------------- | ---------------- | ---------------- | ---------------- | ---------------- | ---------------- | ---------------- | ---------------- | ---------------- | ---------------- |
| Wyścig etapowy SUPER                                  | Klasyfikacja generalna                                | 100              | 80               | 70               | 60               | 50               | 40               | 35               | 30               | 25               | 20               | 18               | 16               | 14               | 12               | 10               | 8                | 6                | 4                | 2                | 1                |
| Wyścig etapowy SUPER                                  | Klasyfikacja etapu                                    | 25               | 15               | 5                |                  |                  |                  |                  |                  |                  |                  |                  |                  |                  |                  |                  |                  |                  |                  |                  |                  |
| Wyścig etapowy                                        | Klasyfikacja generalna                                | 50               | 40               | 35               | 30               | 25               | 20               | 15               | 10               | 5                | 1                |                  |                  |                  |                  |                  |                  |                  |                  |                  |                  |
| Wyścig etapowy                                        | Klasyfikacja etapu                                    | 5                | 3                | 1                |                  |                  |                  |                  |                  |                  |                  |                  |                  |                  |                  |                  |                  |                  |                  |                  |                  |
| Mistrzostwa Polski - start wspólny                    | Mistrzostwa Polski - start wspólny                    | 80               | 60               | 50               | 40               | 30               | 20               | 15               | 10               | 5                | 3                |                  |                  |                  |                  |                  |                  |                  |                  |                  |                  |
| Wyścig jednodniowy Mistrzostwa Polski - jazda na czas | Wyścig jednodniowy Mistrzostwa Polski - jazda na czas | 40               | 30               | 25               | 20               | 15               | 11               | 7                | 5                | 3                | 1                |                  |                  |                  |                  |                  |                  |                  |                  |                  |                  |
| Mistrzostwa Polski - drużynowe                        | Mistrzostwa Polski - drużynowe                        | 10               | 7                | 5                | 3                | 2                | 1                |                  |                  |                  |                  |                  |                  |                  |                  |                  |                  |                  |                  |                  |                  |

## Wyścigi należące do cyklu ProLiga w historii
| Wyścig                                                          | 2005 | 2006 | 2007 | 2008 | 2009 | 2010 | 2011 | 2012 | 2013 | 2014 | 2017 |
| --------------------------------------------------------------- | ---- | ---- | ---- | ---- | ---- | ---- | ---- | ---- | ---- | ---- | ---- |
| Szlakiem Grodów Piastowskich                                    |      |      |      |      |      |      |      |      |      |      |      |
| Bałtyk-Karkonosze Tour                                          |      |      |      |      |      |      |      |      |      |      |      |
| Wyścig Solidarności i Olimpijczyków                             |      |      |      |      |      |      |      |      |      |      |      |
| Puchar Uzdrowisk Karpackich                                     |      |      |      |      |      |      |      |      |      |      |      |
| Memoriał Henryka Łasaka                                         |      |      |      |      |      |      |      |      |      |      |      |
| Szlakiem Walk Majora Hubala                                     |      |      |      |      |      |      |      |      |      |      |      |
| Mistrzostwa Polski - jazda indywidualna na czas                 |      |      |      |      |      |      |      |      |      |      |      |
| Mistrzostwa Polski - ze startu wspólnego                        |      |      |      |      |      |      |      |      |      |      |      |
| Górskie Mistrzostwa Polski                                      |      |      |      |      |      |      |      |      |      |      |      |
| Memoriał Andrzeja Trochanowskiego                               |      |      |      |      |      |      |      |      |      |      |      |
| Dookoła Mazowsza                                                |      |      |      |      |      |      |      |      |      |      |      |
| Puchar Ministra Obrony Narodowej                                |      |      |      |      |      |      |      |      |      |      |      |
| Małopolski Wyścig Górski                                        |      |      |      |      |      |      |      |      |      |      |      |
| Memoriał Grundmanna i Wizowskiego                               |      |      |      |      |      |      |      |      |      |      |      |
| Memoriał Romana Siemińskiego                                    |      |      |      |      |      |      |      |      |      |      |      |
| Korona Kocich Gór                                               |      |      |      |      |      |      |      |      |      |      |      |
| Szlakiem Wielkich Jezior                                        |      |      |      |      |      |      |      |      |      |      |      |
| Visegrad 4 Bicycle Race Grand Prix Poland                       |      |      |      |      |      |      |      |      |      |      |      |
| Międzynarodowy Wyścig 3-majowy / Lubelski Wyścig 3-majowy       |      |      |      |      |      |      |      |      |      |      |      |
| Pomorski Klasyk                                                 |      |      |      |      |      |      |      |      |      |      |      |
| Puchar Polskiego Komitetu Olimpijskiego                         |      |      |      |      |      |      |      |      |      |      |      |
| Pomerania Tour                                                  |      |      |      |      |      |      |      |      |      |      |      |
| GP Częstochowy\|Grand Prix Jasnej Góry / Grand Prix Częstochowy |      |      |      |      |      |      |      |      |      |      |      |
| Szosami Zagłębia                                                |      |      |      |      |      |      |      |      |      |      |      |
| Ślężański Mnich                                                 |      |      |      |      |      |      |      |      |      |      |      |
| Cud nad Wisłą                                                   |      |      |      |      |      |      |      |      |      |      |      |
| Memoriał Stanisława Kirpszy                                     |      |      |      |      |      |      |      |      |      |      |      |
| Szlakiem Bursztynowym / Hellena Tour                            |      |      |      |      |      |      |      |      |      |      |      |
| Tour de Rybnik                                                  |      |      |      |      |      |      |      |      |      |      |      |
| Mistrzostwa Polski - drużynowe                                  |      |      |      |      |      |      |      |      |      |      |      |

     należał do cyklu
     nie należał do cyklu

## Lista zwycięzców
| Rok  | Indywidualnie             | Indywidualnie             | Indywidualnie             | Indywidualnie             | Drużynowo                 | Drużynowo                 | Drużynowo                 | Raport                    |
| Rok  | imię i nazwisko           | kraj                      | ekipa                     | pkt.                      | ekipa                     | kraj                      | pkt.                      | Raport                    |
| ---- | ------------------------- | ------------------------- | ------------------------- | ------------------------- | ------------------------- | ------------------------- | ------------------------- | ------------------------- |
| 2005 | Radosław Romanik          | Polska                    | DHL-Author                | 135                       | Intel-Action              | Polska                    | 555                       | [ 12 ]                    |
| 2006 | Marcin Sapa               | Polska                    | Knauf Team                |                           | Knauf Team                | Polska                    |                           | [ 5 ]                     |
| 2007 | Tomasz Lisowicz           | Polska                    | CCC Polsat Polkowice      |                           | CCC Polsat Polkowice      | Polska                    |                           | [ 5 ]                     |
| 2008 | Tomasz Kiendyś            | Polska                    | CCC Polsat Polkowice      |                           | CCC Polsat Polkowice      | Polska                    |                           | [ 5 ]                     |
| 2009 | Robert Radosz             | Polska                    | DHL-Author                | 143                       | CCC Polsat Polkowice      | Polska                    | 58                        | [ 13 ]                    |
| 2010 | Jacek Morajko             | Polska                    | Mróz - ActiveJet          | 219                       | CCC Polsat Polkowice      | Polska                    |                           | [ 14 ]                    |
| 2011 | Łukasz Bodnar             | Polska                    | CCC Polsat Polkowice      |                           |                           |                           |                           |                           |
| 2012 | Marek Rutkiewicz          | Polska                    | CCC Polsat Polkowice      | 393                       |                           |                           |                           | [ 15 ]                    |
| 2013 | Mateusz Taciak            | Polska                    | CCC Polsat Polkowice      |                           |                           |                           |                           | [ 16 ]                    |
| 2014 | Kamil Gradek              | Polska                    | BDC-MarcPol               |                           |                           |                           |                           | [ 17 ]                    |
| 2015 | Cykl nie był organizowany | Cykl nie był organizowany | Cykl nie był organizowany | Cykl nie był organizowany | Cykl nie był organizowany | Cykl nie był organizowany | Cykl nie był organizowany | Cykl nie był organizowany |
| 2016 | Cykl nie był organizowany | Cykl nie był organizowany | Cykl nie był organizowany | Cykl nie był organizowany | Cykl nie był organizowany | Cykl nie był organizowany | Cykl nie był organizowany | Cykl nie był organizowany |
| 2017 | Marek Rutkiewicz          | Polska                    | Wibatech 7R Fuji          |                           |                           |                           |                           | [ 18 ]                    |